# Edvard Storm
Edvard Storm, né le 21 août 1749 à Vågå dans l'Oppland en Norvège et mort le 29 septembre 1794 à Copenhague, est un poète, auteur-compositeur et éducateur norvégien. Ses écrits étaient souvent caractérisés par le Romantisme national norvégien de cette l'époque. 

## Biographie
Edvard Storm était le fils de Johan Storm (1712-1776), curé de l'église de Vågå et de sa seconde épouse, Ingeborg Birgitta Røring (1718-1760). Les premières années de sa vie se passèrent au presbytère de Vågå (Vågåkyrkja). Il a commencé l'école en 1756 à Christiania (aujourd'hui Oslo). 
En 1765, il passa l'examen d'entrée à l'Université de Copenhague, mais attendit plus tard pour y entrer. Pendant un certain temps, il fut enseignant à Lesja, mais il retourna de 1766 à 1769 dans sa maison d'enfance. 
En juillet 1769, Edvard Storm quitta la maison pour commencer des études sérieuses à Copenhague. On pense généralement qu'il a étudié la théologie, mais il n'a jamais passé l'examen officiel. Bien qu'étant originaire de Norvège, il n'a pas rejoint le Norske Selskab, un club littéraire formé en 1772 pour les étudiants norvégiens à Copenhague qui comprenait des auteurs, des poètes et des philosophes. Edvard Storm était un admirateur du poète danois Johannes Ewald et s'est attaché au cercle d'amis de ce poète. Pendant son séjour au Danemark, il a écrit neuf chansons dans son dialecte norvégien local avant le début des années 1770. Ces chansons faisaient partie des œuvres phares de la littérature norvégienne en dialecte et sont souvent considérées comme les meilleures que Edvard Storm ait écrites. 
Edvard Storm retourna dans sa ville natale vers 1785. À partir de ce moment, son travail dans le domaine de l'éducation eut une priorité. En 1786, un cercle d'hommes les plus importants de la région crée une école secondaire pour enfants. Edvard Storm était membre du groupe et en vint à jouer un rôle important dans l'administration de l'école. Parmi les tâches auxquelles le groupe a consacré son travail figurait l'importante création d'un collège pour enfants et, à cet égard, des réunions-conférences ont été présentées aux enfants plus âgés et aux jeunes sur des sujets relevant de diverses disciplines scientifiques, historiques, géographiques et linguistiques. À partir de 1790, ses liens avec l'école étaient plus formels puisqu'il est devenu une sorte d'inspecteur en chef. 
Un mois avant sa mort, il a été nommé l'un des directeurs du Théâtre royal danois. Il a été enterré au cimetière Assistens à Copenhague.

## Œuvres
En 1781, il écrit la "Ballade de Sinclair", célébrant la défaite d'une force de mercenaires écossais dirigée par George Sinclair, un neveu du comte de Caithness. Les forces locales norvégiennes ont été en partie galvanisées par une jeune paysanne locale, Prillar-Guri. Les Écossais ont été pris en embuscade dans un engagement appelé la bataille de Kringen.
Son œuvre patriotique "Adskilligt Vers paa" ("Beaucoup de choses en vers", 1775) écrit sous le pseudonyme de Siverssen Erland a inspiré de nombreux poèmes. Ses autres livres sont "Indfødsretten" ("Citoyenneté", 1778) et "Fabler og Fortællinger" ("Fables et contes", 1782), qui combine humour, érudition et objectif moral. 
Avec seize autres écrivains norvégiens étudiants à l'université de Copenhague, il fonda en 1772 la Société norvégienne pour les générations futures, dont l'objectif principal était l'éducation des enfants, pour laquelle Edvard Storm déclara que le meilleur modèle était le modèle philanthropique du siècle des Lumières. Edvard Storm a été nommé directeur de l'école folklorique pour garçons et avait parmi ses élèves le poète romantique danois Adam Oehlenschläger.